# دیوید رایس اچیسون
دیوید رایس اچیسون (به انگلیسی: David Rice Atchison) سناتور سابق عضو حزب دموکرات ایالات متحده آمریکا بود. وی در سال ۱۸۴۳ تا ۱۸۵۵ میلادی سناتور ایالت میزوری در سنای ایالات متحده آمریکا بود.